# Socket 423
A Socket 423 egy processzorfoglalat, melyet az első, Willamette-magos Intel Pentium 4 processzorok alá terveztek. A foglalat rövid életű volt, mert kiderült, hogy felépítéséből adódóan alkalmatlan a processzorok 2 GHz fölötti működtetéséhez. Alig egy évig készültek hozzá processzorok, 2000 novemberétől 2001 augusztusáig, amikor az Intel piacra dobta a Socket 478-at.
A foglalat rövid életének másik fő oka a memória volt. A Socket 423-mal szerelt alaplapok kétféle memóriát támogattak. Néhány az akkor már elavult és lassú SDRAM-ot, de legtöbb az akkor még nagyon drága (és nagyon gyors) RDRAM-ot, más néven RAMBUS memóriát. Ezek a modulok, amellett hogy nagyon gyorsak, voltak, akár 5-10-szer többe kerültek, mint az akkoriban elterjedt SDRAM-ok, vagy az akkor még újnak számító DDRRAM-ok. Ezen kívül párban kellett őket használni, tehát minden esetben 2 vagy 4 darabot kellett belőlük vásárolni.
A Socket 423 423 tűs ZIF PGA-foglalat volt, fogadta a 100 MHz-es FSB-jű (FSB400), 1,70 és 1,75 V-os magfeszültségű Willamette magos Pentium 4-eket.
A PowerLeap gyártott egy PL-P4/N nevű foglalat-átalakítót, melynek segítségével az FSB400-as, Socket 478-as processzorokat is bele lehetett tenni a Socket 423-as alaplapba.